# Ausztria gazdasága
Ausztria gazdaságát az ökoszociális piacgazdaság elvei irányítják. Az ország 1995 óta teljes jogú tagja az Európai Uniónak. 
A magas jövedelmű, fejlett országok közé tartozik. A Világgazdasági Fórum globális versenyképességi indexe alapján 2019-ben (141 ország közül) a 21. helyen állt.
Az egy főre jutó bruttó hazai termék alapján és a bruttó nemzeti jövedelem alapján is előkelő helyen áll, EU-s, de globális szinten is.

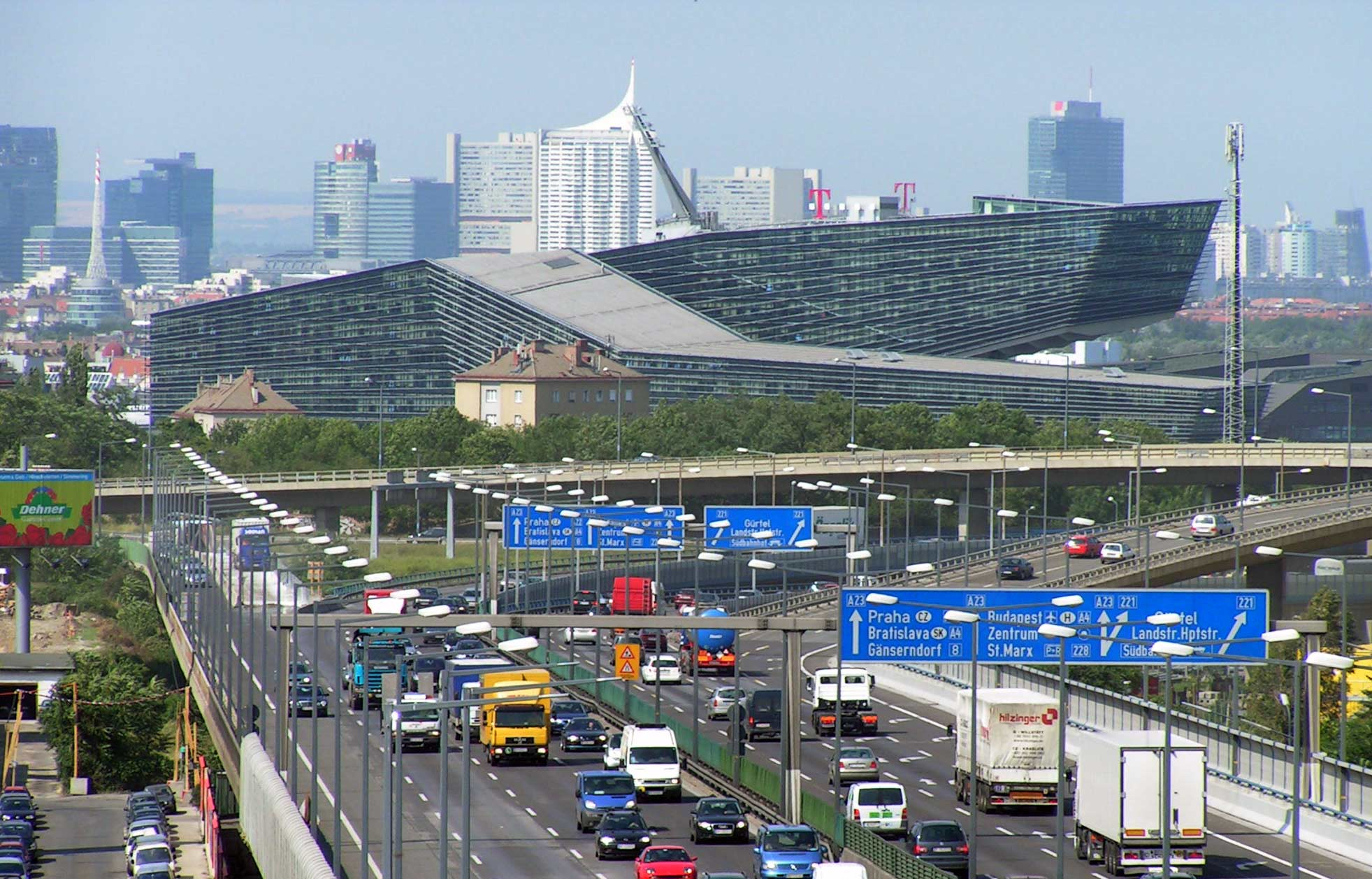
Bécs számos nemzetközi szervezet és társaság központja

## Gazdasági mutatók

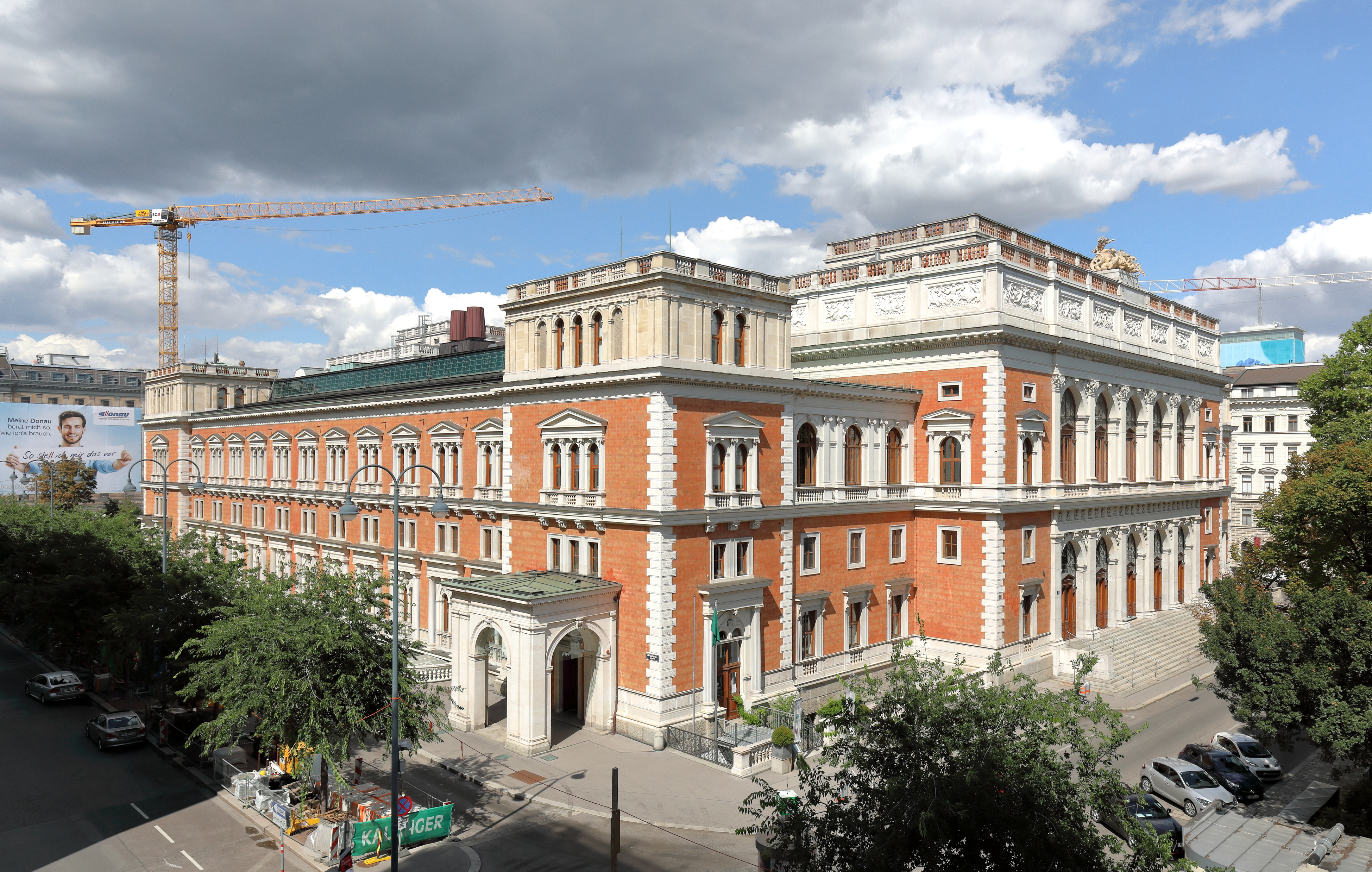
A tőzsde épülete Bécsben

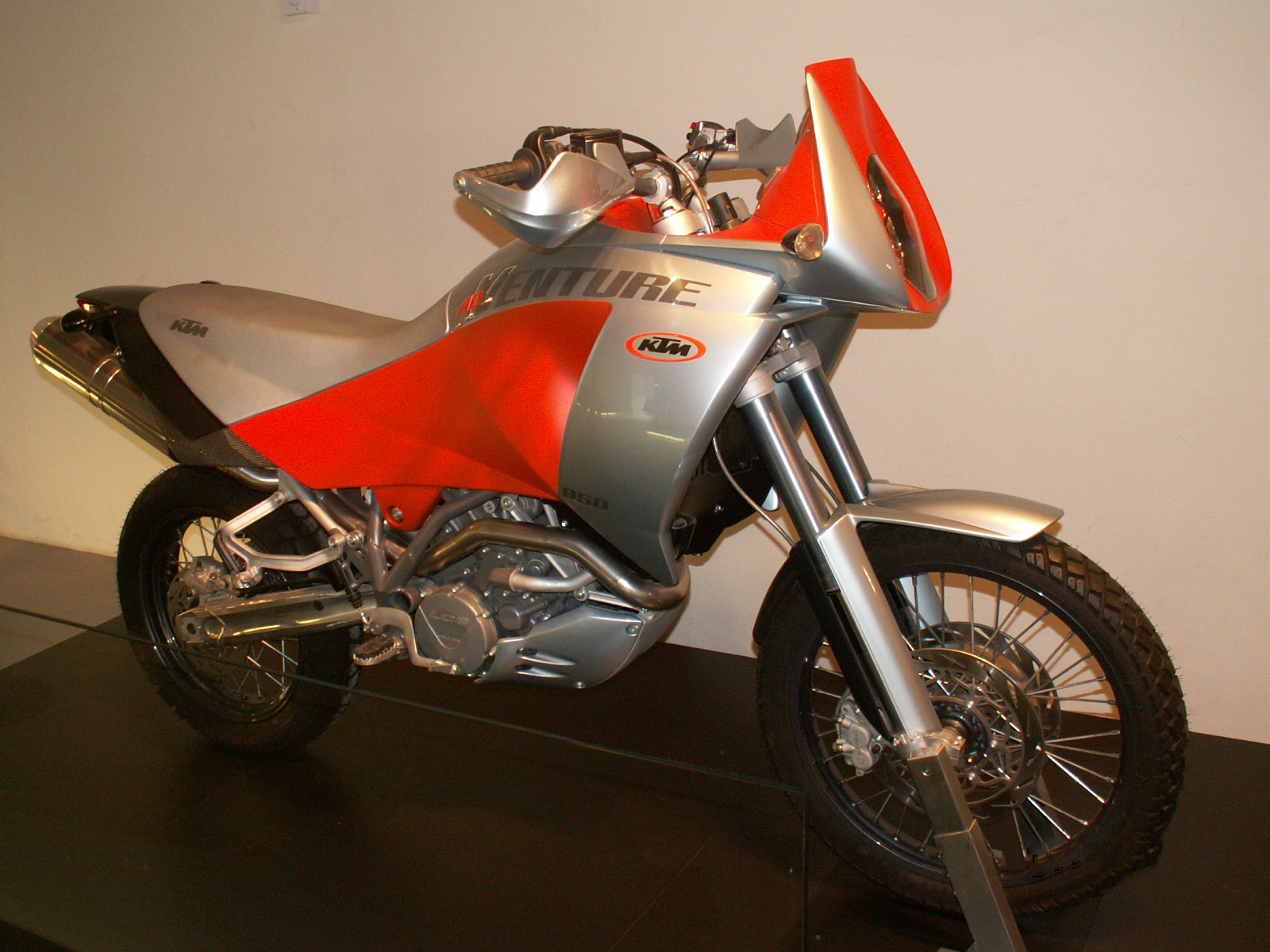
Osztrák gyártmányú KTM motorkerékpár

| Év   | GDP (milliárd euro) | GDP per fő (euro) | GDP növekedés (reál) | Infláció | Munkanélküliség | Államadósság (GDP %-ban) |
| ---- | ------------------- | ----------------- | -------------------- | -------- | --------------- | ------------------------ |
| 2010 | 355,1               | 42.466            | 1,8 %                | 1,7 %    | 5,2 %           | 82,4 %                   |
| 2011 | 373,0               | 44.469            | 2,9 %                | 3,5 %    | 4,9 %           | 82,2 %                   |
| 2012 | 391,6               | 46.478            | 0,7 %                | 2,6 %    | 5,2 %           | 81,7 %                   |
| 2013 | 406,4               | 47.937            | 0,0 %                | 2,1 %    | 5,4 %           | 81,0 %                   |
| 2014 | 417,1               | 48.814            | 0,7 %                | 1,5 %    | 6,0 %           | 83,8 %                   |
| 2015 | 431,1               | 49.955            | 1,0 %                | 0,8 %    | 6,2 %           | 84,4 %                   |
| 2016 | 460,2               | 52.660            | 2,0 %                | 1,0 %    | 6,5 %           | 82,5 %                   |
| 2017 | 479,5               | 54.394            | 2,3 %                | 2,2 %    | 5,9 %           | 78,6 %                   |
| 2018 | 503,2               | 56.637            | 2,5 %                | 2,1 %    | 5,2 %           | 74,0 %                   |
| 2019 | 519,8               | 58.680            | 1,5 %                | 1,5 %    | 4,8 %           | 70,6 %                   |
| 2020 | 490,7               | 55.125            | −6,7 %               | 1,4 %    | 5,4 %           | 83,3 %                   |
| 2021 | 534,6               | 59.759            | 4,6 %                | 2,8 %    | 6,2 %           | 82,9 %                   |

## Mezőgazdaság
Sokoldalú és önálló mezőgazdaság, valamint fejlett étkezési kultúra jellemzi Ausztriát. A mezőgazdaság belterjes, 90%-ban önellátó, a lakosság kis részét foglalkoztatja.
Földterület megoszlása a művelési ágak arányában: erdő 39,5%, egyéb 15,6%, legelő 25%, szántó 18,7%, kert 1,2%. 
Az erdőgazdálkodás, fakitermelés fontos szerepet játszik az ország gazdasági életében.
- Legjelentősebb termesztett növények: árpa, kukorica, burgonya, cukorrépa, búza, rozs, zab, alma, körte, szilva, cseresznye, ribizli.

- Legjelentősebb tenyésztett állatok: sertés, baromfi, szarvasmarha, juh.

### Szőlő- és borgazdaság
Szőlőtermő területe napjainkban 50 000 ha, de ezen minőségi borokat állítanak elő. A glikol-botrányt követő másfél évtizedben a szigorú állami beavatkozásoknak köszönhetően az osztrák borászat a világ élvonalába emelkedett.

## Ipar
- Feldolgozó ipar: Az ipar elsősorban a tartományok fővárosai köré és a fontos közlekedési útvonalak mentére koncentrálódott (Traisen- és Ybbs völgye, Mura-Mürz-völgye).
  - vas-, acélipar: jelentős, központja Linz
  - színesfém-, alumíniumkohászat
  - gépgyártás: jelentős, járműipar: központja Steyr (közelben gyártják a Steyr traktort)
  - vegyipar: jelentős
  - fa-, papíripar: jelentős
  - textilipar, ruhagyártás: főleg Bécs
  - élelmiszeripar: az egész ország területén mindenütt
  - élvezeti cikkek gyártása: az egész ország területén mindenütt
  - sörgyártás
  - építőanyag- és építőipar
  - vegyipar, kőolajtermékek: Linz, Sankt Pölten, Schwechat, Traiskirchen

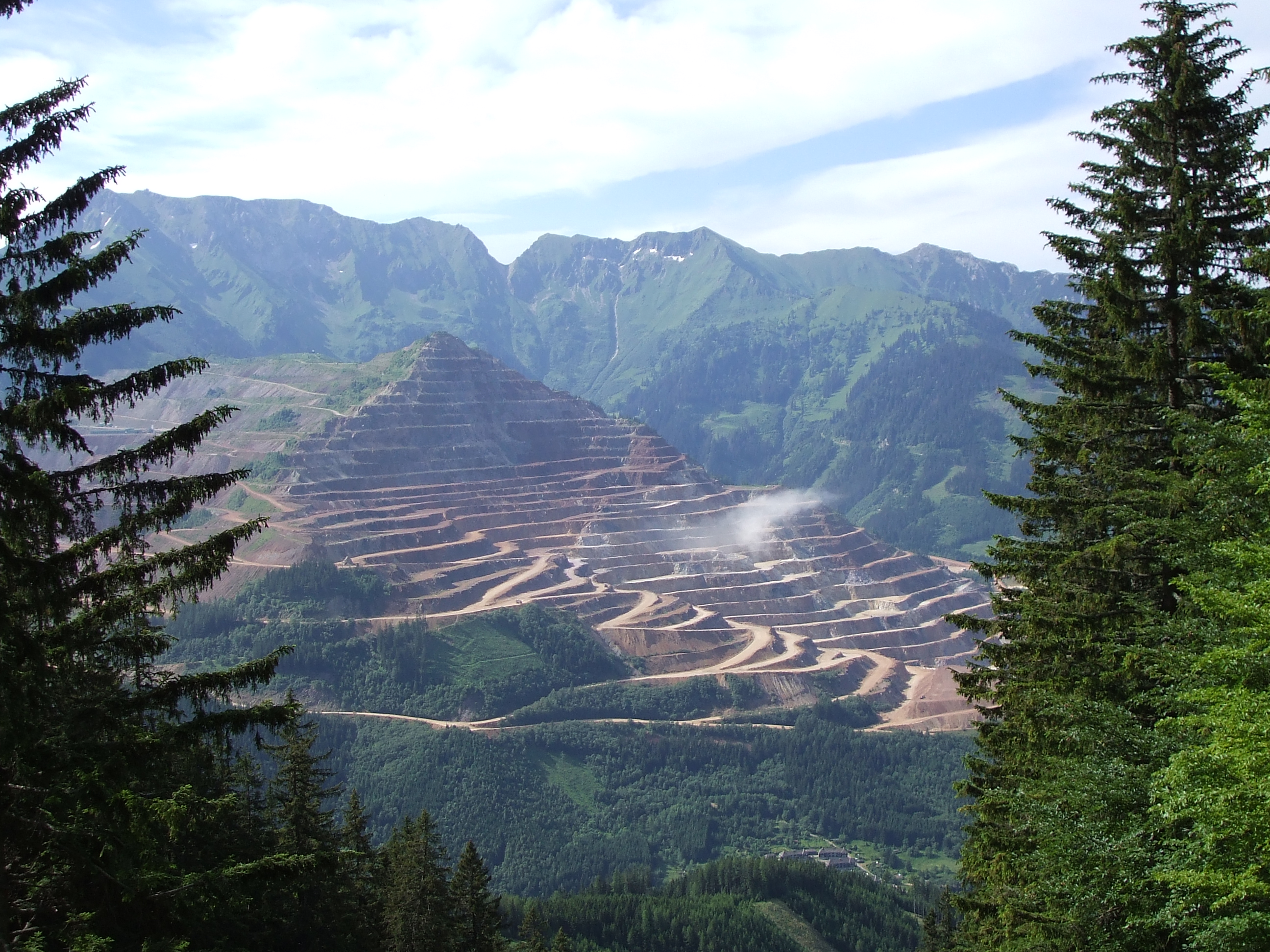
Az Érchegység vasércbányája Stájerországban

### Bányászat
Ausztria egyes ásványkincsekben gazdag ország, más nyersanyagokban importra szorul. Az Alpokban világ egyik legnagyobb volfrám lelőhelyével, a legnagyobb földalatti magnezit bányászattal, a Bécsi-medencében Európa legmélyebb földgázfúrásával (8552 m), illetve Matzenban (Alsó-Ausztria) Közép-Európa legnagyobb kőolajtelepével büszkélkedhet.
Bányászati termékek:
- magnezit: jelentős, a világtermelés 7%-a
- barnakőszén: Felső-Ausztria, Stájerország
- kőolaj: Bécsi-medence, Alsó-Ausztria
- földgáz: Bécsi-medence
- kősó: nagy múltú, Salzburg, Hallstatt
- réz: jelentős
- cink: jelentős
- antimon: jelentős
- ólom: jelentős
- továbbá: lignit, grafit, volfrám, vasérc, arany, fa, vízenergia.

## Energiagazdálkodás

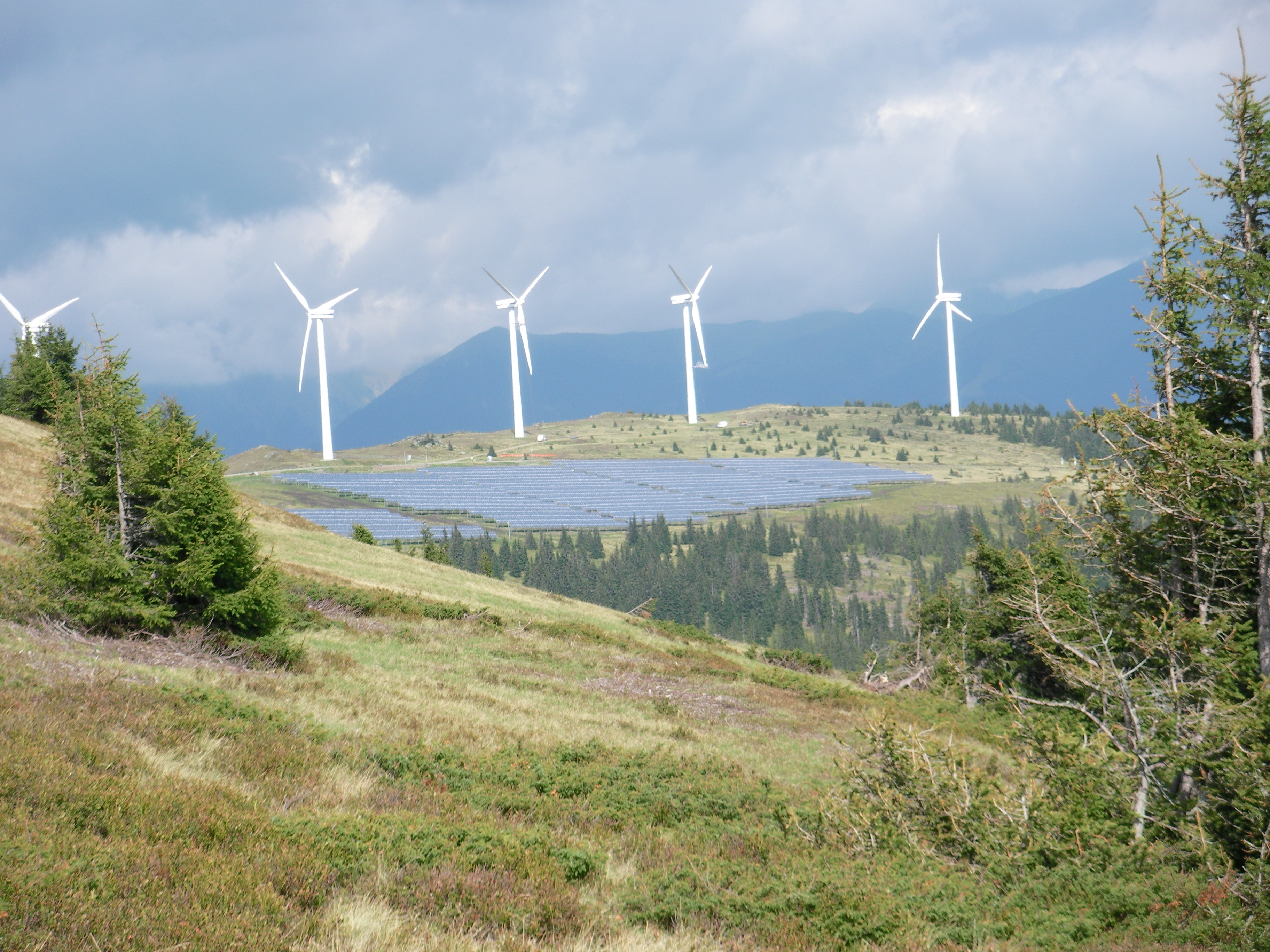
Szélfarm és naperőmű Oberzeiring mellett

A megújuló energiaforrások bővítéséről szóló törvénnyel (németül: Erneuerbaren-Ausbau-Gesetz, EAG) Ausztria célul tűzte ki, hogy 2030-ra eléri a 100 százalékos megújuló energiaellátást. Az EAG 2021 hatálybalépése óta az E-Control évente felülvizsgálja a bővítési célok felé tett előrelépést.  2024-ben az Ausztriában termelt villamos energia közel 89%-a megújuló energiaforrásokból származott. A vízenergia (60%), a szélenergia (15,4%), a napenergia (9,6%), a biomassza (3,2%) járult ehhez hozzá. A földgázból származott további 10,1%, a fennmaradó kevesebb mint 2% pedig egyéb energiaforrás. 2024-ben 1.451 szélerőmű működött, amiből a magyar határ menti Burgenlandban 456 darab volt. Több mint 5200 vízerőmű is működik. A Karintiában található Malta erőmű (Maltakraftwerke) a legnagyobb. Ausztriában egyetlen atomerőmű épült Zwentendorfban, de 1978-ban népszavazást követően nem helyezték üzembe, azt követően sem töltötte be funkcióját, turistalátványosság lett.

## Vállalatok
| No. | Vállalat                  | Nettó árbevétel Millió Euro 2021 |
| --- | ------------------------- | -------------------------------- |
| 1   | OMV AG                    | 35 555                           |
| 2   | Porsche Holding           | 24 243                           |
| 3   | Bauholding Strabag        | 16 129                           |
| 4   | Rewe Group Austria        | 15 960                           |
| 5   | Spar Österreich           | 15 085                           |
| 6   | voestalpine               | 14 900                           |
| 7   | Borealis AG               | 10 153                           |
| 8   | Red Bull GmbH             | 7816                             |
| 9   | Mondi Group               | 7723                             |
| 10  | Benteler International AG | 7285                             |
| 11  | BMW Group Österreich      | 6566                             |
| 12  | Andritz AG                | 6463                             |

| No. | Vállalat                                | Alkalmazott (2020) |
| --- | --------------------------------------- | ------------------ |
| 1   | Rewe Group Austria                      | 94743              |
| 2   | Spar Österreich                         | 89926              |
| 3   | Bauholding Strabag                      | 74340              |
| 4   | voestalpine                             | 48654              |
| 5   | Österreichische Bundesbahnen Holding AG | 40945              |
| 6   | Signa Retail GmbH                       | 40000              |
| 7   | Trenkwalder Group                       | 35000              |
| 8   | Porsche Holding                         | 32900              |
| 9   | Swarovski KG                            | 31000              |
| 10  | ams-Osram                               | 30031              |

Közép- és kelet-európai országokban jelentős jelenléttel rendelkező osztrák vállalatok: 

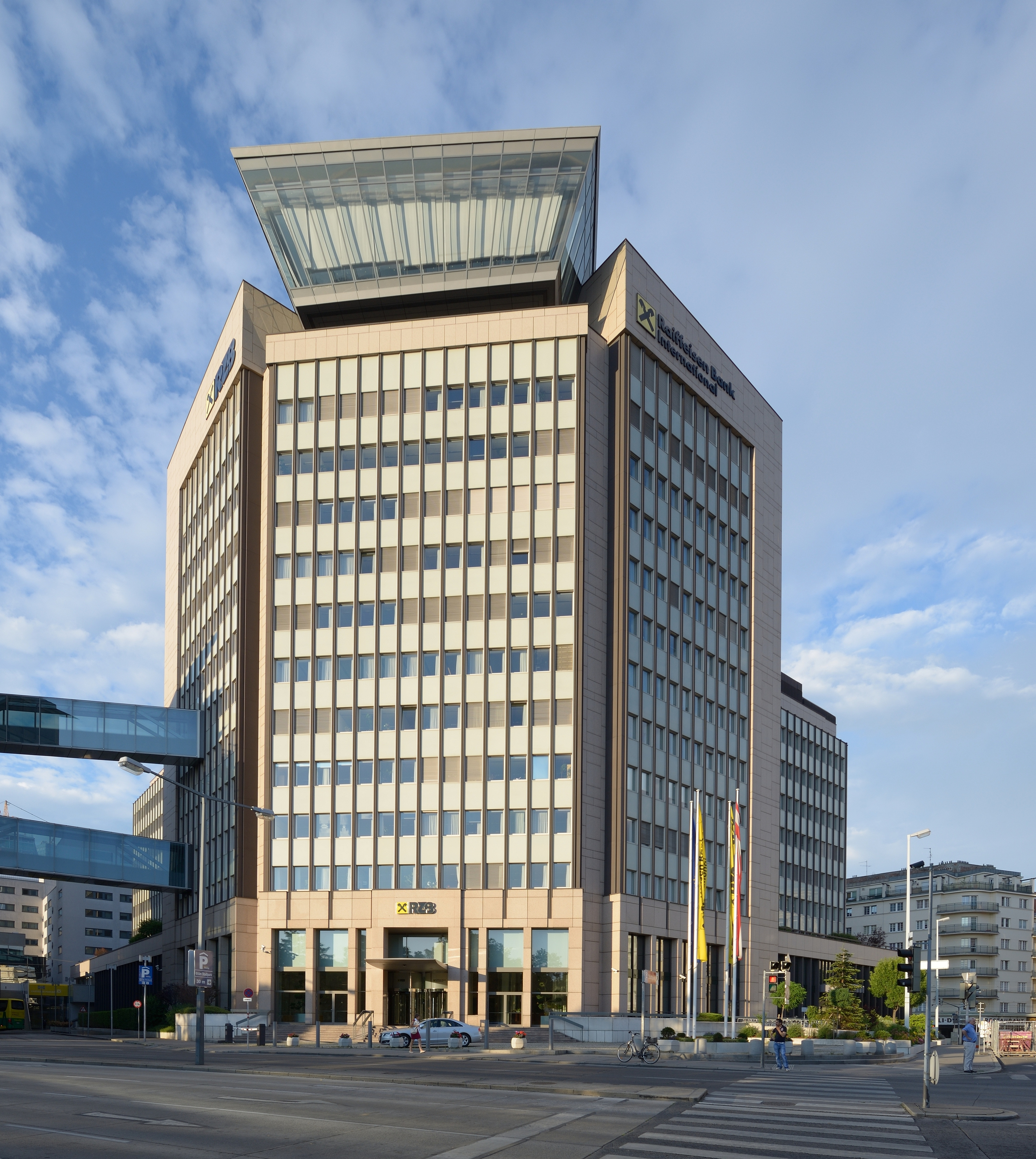
A Raiffeisen Zentralbank székhelye Bécsben

Bankok:
- Raiffeisen
- Erste Bank
- BAWAG P.S.K.
- Bank Austria
- Hypo Alpe-Adria-Bank

Biztosítók:
- Wiener Städtische

Kereskedelem:
- Billa
- BauMax (megszűnt)
- Julius Meinl

Szolgáltatások:
- Telekom Austria

Ipar:
- OMV
- Strabag
- Egger Group
- Mayr-Melnhof Karton

## Külkereskedelem
Ausztria 2022-ben a világ 32. legnagyobb exportőre, és 29. legnagyobb importőre volt. 2022-ben Ausztria 209 milliárd $ értékben exportált és 216 milliárd $ értékben importált, 7 milliárd $ hiánnyal. Az ország külkereskedelme Európa központú.
Az osztrák exporttermékek legjelentősebb területei a gépipar, fémipar és a vegyipar. A legjelentősebb kiviteli termékek a gépjárművek, gyógyszerek, valamint a gyógyszeralapanyagok. Ausztria legjelentősebb exportországa Németország, ahova a teljes exportállomány több mint egynegyede (27,7%) érkezik. 2017 és 2022 között, az export termékek közül a villamosenergia és a gyógyszeralapanyagok kivitele nőtt a legnagyobb mértékben, míg a legnagyobb visszaesést a hormonkészítmények és a belsőégésű motorok szenvedték el. Az exportországok közül 2017 és 2022 között Németország és Magyarország aránya nőtt a legnagyobbat, míg a legnagyobb visszaesést Oroszország és az Egyesült Arab Emírségek szenvedte el.
Az osztrák importtermékek legjelentősebb területei a gépipar, fémipar és a vegyipar. A legjelentősebb behozatali termékek a gépjárművek, finomított kőolaj, valamint az arany. Ausztria legjelentősebb importországa Németország, ahonnan a teljes importállomány közel fele (40%) érkezik. 2017 és 2022 között, az import termékek közül az arany és a villamosenergia behozatala nőtt a legnagyobb mértékben, míg a legnagyobb visszaesést a gépjárművek és a hormonkészítmények szenvedték el. Az importországok közül 2017 és 2022 között Németország és Olaszország aránya nőtt a legnagyobbat, míg a legnagyobb visszaesést Banglades és Mexikó szenvedte el.

#### Termékek
Az ország tíz legnagyobb export- és importterméke a következő volt 2022-ben: 
|     | Legnagyobb exporttermékek           | Legnagyobb exporttermékek | Legnagyobb importtermékek          | Legnagyobb importtermékek |
| --- | ----------------------------------- | ------------------------- | ---------------------------------- | ------------------------- |
|     | Termék                              | Arány                     | Termék                             | Arány                     |
| 1.  | Gépjárművek                         | 3,7%                      | Gépjárművek                        | 4,1%                      |
| 2.  | Gyógyszerek                         | 3,5%                      | Finomított kőolaj                  | 3,8%                      |
| 3.  | Gyógyászati alapanyagok             | 3,2%                      | Arany                              | 3,4%                      |
| 4.  | Villamosenergia                     | 2,6%                      | Műsorszóró berendezések            | 2,7%                      |
| 5.  | Gépjármű alkatrészek és tartozékok  | 2,4%                      | Villamosenergia                    | 2,6%                      |
| 6.  | Ásványvíz                           | 1,7%                      | Gyógyászati alapanyagok            | 2,3%                      |
| 7.  | Egyedi funkciókkal rendelkező gépek | 1,5%                      | Gépjármű alkatrészek és tartozékok | 2,1%                      |
| 8.  | Földgáz                             | 1,3%                      | Gyógyszerek                        | 1,9%                      |
| 9.  | Belsőégésű motorok                  | 1,3%                      | Nyers kőolaj                       | 1,6%                      |
| 10. | Fém rögzítők                        | 1,3%                      | Hormonkészítmények                 | 1,3%                      |

#### Országok
A fő országok, amelyekbe Ausztria exportált és amelyekből importált termékeket 2022-ben: 
|     | Legnagyobb exportországok | Legnagyobb exportországok                                                         | Legnagyobb exportországok | Legnagyobb importországok | Legnagyobb importországok                                                             | Legnagyobb importországok |
| --- | ------------------------- | --------------------------------------------------------------------------------- | ------------------------- | ------------------------- | ------------------------------------------------------------------------------------- | ------------------------- |
|     | Ország                    | Termék                                                                            | Arány                     | Ország                    | Termék                                                                                | Arány                     |
| 1.  | Németország               | Gépjármű alkatrészek és tartozékok, gyógyászati alapanyagok, villamosenergia stb. | 27,7%                     | Németország               | Finomított kőolaj, gépjárművek, villamosenergia...stb.                                | 40%                       |
| 2.  | USA                       | Gyógyászati alapanyagok, gépjárművek, belsőégésű motorok...stb.                   | 6,9%                      | Olaszország               | Finomított kőolaj, gépjármű alkatrészek és tartozékok, gyógyászati alapanyagok...stb. | 6,9%                      |
| 3.  | Olaszország               | Fűrészelt fa, villamosenergia, gyógyászati alapanyagok...stb.                     | 6,5%                      | Csehország                | Gépjárművek, villamosenergia, műsorszóró berendezések...stb.                          | 5%                        |
| 4.  | Svájc                     | Gyógyszerek, villamosenergia, fa építőanyagok...stb.                              | 5,4%                      | Svájc                     | Arany, hormonkészítmények, gyógyászati alapanyagok...stb.                             | 5%                        |
| 5.  | Magyarország              | Földgáz, villamosenergia, finomított kőolaj...stb.                                | 5%                        | Hollandia                 | Gyógyszerek, műsorszóró berendezések, nyers alumínium...stb.                          | 4,5%                      |
| 6.  | Franciaország             | Hormonkészítmények, finomított réz, központi fűtésű kazánok...stb.                | 4%                        | Lengyelország             | Koksz, szénbrikett, akkumulátorok...stb.                                              | 3,7%                      |
| 7.  | Lengyelország             | Gyógyászati alapanyagok, gyógyszerek, fém rögzítők...stb.                         | 3,7%                      | Kína                      | Műsorszóró berendezések, számítógépek, elektromos transzformátorok...stb.             | 3,3%                      |
| 8.  | Szlovákia                 | Műsorszóró berendezések, számítógépek, gépjármű alkatrészek és tartozékok...stb.  | 3,6%                      | Magyarország              | Villamosenergia, gépjárművek, gépjármű alkatrészek és tartozékok...stb.               | 2,9%                      |
| 9.  | Csehország                | Gépjárművek, hengerelt acéllemezek, gyógyszerek...stb.                            | 3,4%                      | Szlovákia                 | Gépjárművek, nyers kőolaj, nyers réz...stb.                                           | 2,7%                      |
| 10. | Egyesült Királyság        | Arany, gépjárművek, gépjármű alkatrészek és tartozékok...stb.                     | 2,6%                      | Franciaország             | Gyógyászati alapanyagok, gépjárművek, alumínium bevonók...stb.                        | 2,5%                      |

## Idegenforgalom

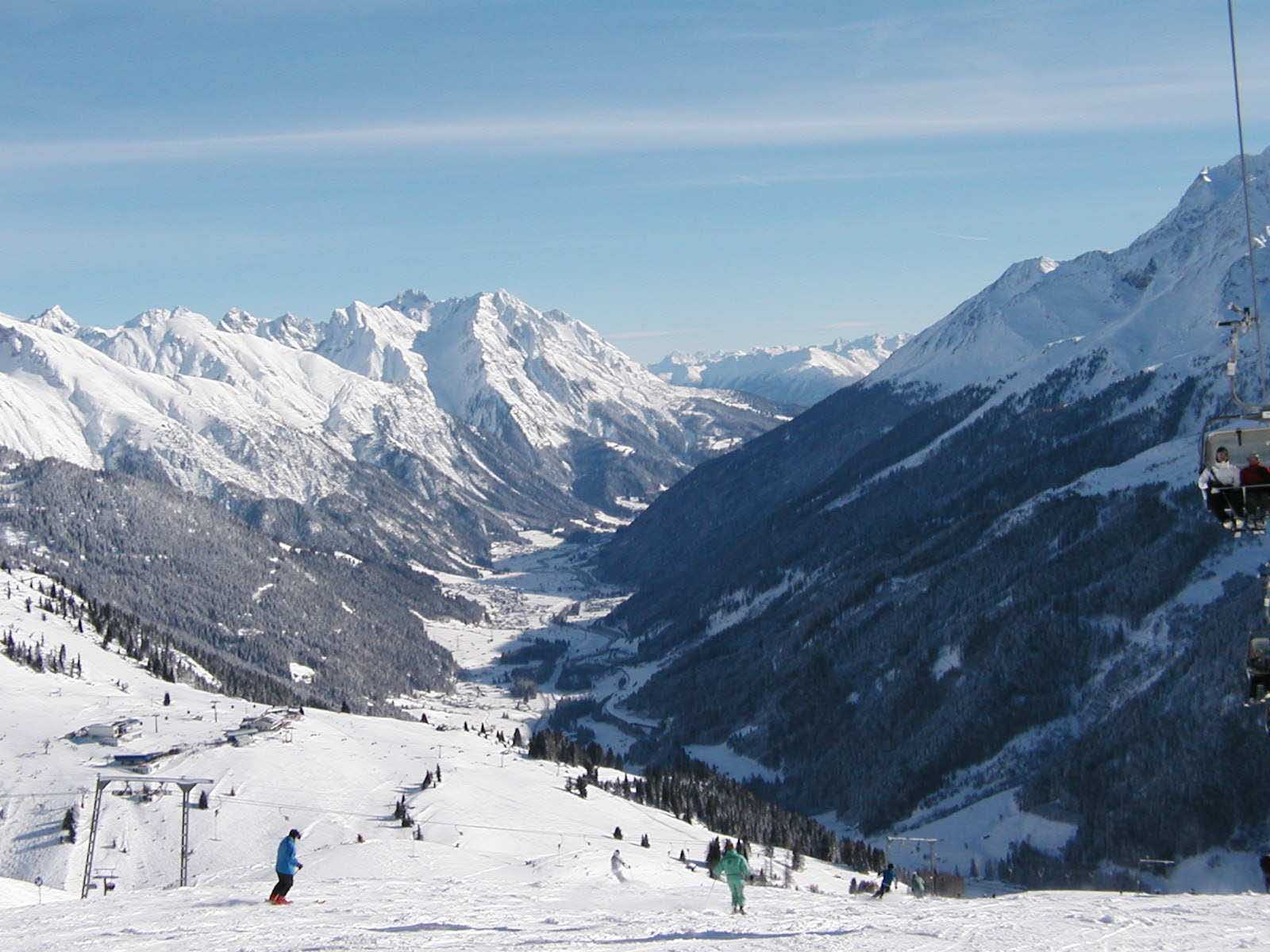
Sípálya Tirolban (St. Anton)

Az ország kulturális színvonala, fejlett infrastruktúrája az idegenforgalom alapja. Műemlékei, természeti szépségei, gyógyfürdői és síterületei egyaránt vonzzák a kirándulókat. Mindezek évről évre biztosítják az idegenforgalomból származó magas bevételt. Idegenforgalmi bevételeit tekintve a világelsők között van. 1999-ben 17,6 millió külföldi kereste fel az országot, ennek fele Németországból érkezett. Legfontosabb célterületei: Tirol, Vorarlberg, Salzburg és Bécs.
Ausztria mindig is a magyar turisták kedvelt célpontja volt. A nagyvárosok kultúrája, nyüzsgése, a csodás kisvárosok, az egészséges természet, a télen-nyáron kihívást, kalandot jelentő hegyek egész évben vonzzák a látogatókat, kirándulókat és turistákat.
1997-től, amikor a hazai statisztikai rendszer lehetővé tette, hogy nemzetközileg összehasonlítható adatok álljanak rendelkezésünkre, pontos statisztikákkal rendelkezünk a magyar vendégek, és az általuk Ausztriában eltöltött vendégéjszakák számáról.
1. Vendégéjszakák száma 2009-ben 1 499 474 volt, ami 8,7%-os csökkenést mutat az előző évi adatokhoz képest.
2. Vendégérkezések száma 2009-ben a 426 498 volt, a változás az előző évhez képest itt -7,8%.
3. Átlagos tartózkodási idő a tavalyi (2009) évben 3,5 nap volt.
4. Piaci pozíció: Magyarország a külföldiek által Ausztriában eltöltött vendégéjszakák tekintetében 2009-ben a 11. helyen állt.
5. Szezonális megoszlás: a tél-nyár aránya 2009-ben a vendégéjszakákat tekintve körülbelül 70-30%
6. Szálláshelyek szerinti megoszlás: 2009-ben a magyar vendégéjszakáknak negyedét (35%) töltötték 3 csillagos hotelekben, az éjszakák további több mint 31%-át 4-5 csillagos szállodákban regisztrálták. 15% feletti a 2/1 csillagos szállodák aránya is. A további regisztrált vendégéjszakák üdülőházakban, parasztházakban, magánszálláshelyeken, kempingekben, illetve "egyéb kategóriájú" szálláshelyeken (19%) realizálódtak.
7. Tartományok szerinti megoszlás: 2009-ben a magyarok által Ausztriában töltött vendégéjszakák csaknem felét Stájerországban (27,4%) és Karintiában (22%) regisztrálták, őket követi Salzburg tartomány (17,6%), Tirol (10,4%), Alsó-Ausztria (8,5%), Bécs (6,9%), Felső-Ausztria (4,5%), Burgenland (1,4%) és Vorarlberg (1,3%).[27]